# پشت و رو (آلبوم کوکتو تویینز)
پشت و رو (به انگلیسی: Head over Heels) دومین آلبوم استودیویی از گروهٔ موسیقی آلترناتیو راک اسکاتلندی کوکتو تویینز می‌باشد که در ۲۴ اکتبر سال ۱۹۸۳ از سوی ۴ای‌دی منتشر گردید. این آلبوم حاوی آوا و صدای «گیتار زیبا و راحت گاتری زیر آوازهای فریزر که بیشتر اوقات کلمات غیرقابل بیان می‌گوید» است و نوعی کهن‌الگو از اوایل موسیقی اتریل ویو محسوب می‌شود.